# Braunauer Hütte
Die Braunauer Hütte ist eine Schutzhütte der Kategorie II der Sektion Braunau des Österreichischen Alpenvereins in den Salzkammergut-Bergen. Die Hütte befindet sich auf 1175 m ü. A. im Bereich der Illinger Alm am Zwölferhorn bei St. Gilgen. Sie ist eine Selbstversorgerhütte. Vergabe nur an Gruppen gegen vorherige Buchung, kein Schlüssel vor Ort.

## Baugeschichte
Die Hütte wurde im Mai 1952 als alte Almhütte erworben und 1959/1960 erweitert, 1976 erfolgte der Neubau des alten Teils der Hütte. Im Jahr 2002 Errichtung einer biologischen Pflanzenkläranlage, im Jahr 2016 Erneuerung der Terrasse, im Jahr 2018 Erneuerung des Waschraums und der Dusche.

## Zugänge
- Von Brunn (555 m) über Mautstraße der Weggemeinschaft Illinger Alm (Münz-Schranken), 7 km, 620 Hm
- Von St. Gilgen (Parkplatz Zwölferhornbahn, 574 m) über Sausteigalm, Panoramaweg Pillstein, Illinger Alm, ca. 7 km, 1470 Hm Anstieg, 340 Hm Abstieg, 3,5 Stunden
- Von St. Gilgen Auffahrt mit Zwölferhornbahn, Panoramaweg Pillstein, ca. 3 km, 45 Hm im Anstieg, 340 Hm, Abstieg, 1 Stunde
- Von Hintersee (Parkplatz Unterzagl, 755 m) Richtung Königsbergalm, ca. 8,5 km, 665 Hm Anstieg, 245 Hm Abstieg, 3,5 Stunden

## Tourenmöglichkeiten
- Zwölferhorn (1522 m) 350 Hm, Gehzeit: 1 Stunde
- Spitzeck (1351 m) 160 Hm, Gehzeit: 35 Min.
- Illinger Berg (1479 m) 270 Hm, Gehzeit: 50 Min.
- Faistenauer Schafberg (1559 m) 704 Hm Aufstieg, 320 Hm, Abstieg, Gehzeit: 3 Stunden
- Königsberghorn (1621 m) 650 Hm Aufstieg, 205 Hm Abstieg, Gehzeit: 2,5 Stunden
- weiter zum Holzeck (1603 m) weitere 160 Hm im Auf- und Abstieg.
- Vom Holzeck zur Genneralm / Poschn Hütte: 320 Hm, Abstieg, leichter Klettersteig, Gehzeit: 40 Min.